# Shipston-on-Stour
Shipston-on-Stour es una localidad situada en el condado de Warwickshire, en Inglaterra (Reino Unido). A mediados de 2016 contaba con una población estimada de 5063 habitantes.
Se encuentra ubicada al sureste de la región Midlands del Oeste, cerca de las fronteras con las regiones Midlands del Este, Sudeste de Inglaterra y Sudoeste de Inglaterra, y de la ciudad de Coventry.